# Arinia simplex
Arinia simplex е вид охлюв от семейство Diplommatinidae. Видът е критично застрашен от изчезване.

## Разпространение и местообитание
Разпространен е в Малайзия (Сабах).
Обитава гористи местности и плантации в райони с тропически и субтропичен климат.

## Описание
Популацията на вида е намаляваща.